# سفارة غيانا في مصر
سفارة غانا لدى مصر هي الممثلية الدبلوماسية العليا لدولة غانا لدى جمهورية مصر العربية.

## السفارة
ميدان اسوان، حي العجوزة، الجيزة ·

## اقرأ أيضا
- قائمة البعثات الدبلوماسية في مصر